# کردهای اردن
کردهای اردن به کردهای مهاجر یا متولد کشور اردن اشاره دارد. بین ۳۰٬۰۰۰ تا ۱۰۰٬۰۰۰ نفر جمعیت دارند. بیشتر آنان در شهرهای امان، اربد، سلط و زرقاء زندگی می‌کنند. حدود ۱۰۰ سال است که جامعه کردها با سایر مردم اردن یکپارچه شده است و کردها با وجود دارا بودن جمعیت قابل توجه در اردن، حتی یک کرسی از مجلس اردن را نیز ندارند.

## تاریخچه
حضور کردها در اردن به دوران صلاح‌الدین ایوبی پادشاه کرد مصر بازمی‌گردد. بعدها کردهای ارتش عثمانی نیز در شهر سلط سکنی گزیدند. همچنین تعدادی از کردها هم بین سال‌های ۱۹۲۰ تا ۱۹۳۰ هنگام نسل کشی کردها در ترکیه به اردن آمدند. عده‌ای از کردها نیز پس از جنگ خلیج فارس به اردن آمدند. همچنین تعداد زیادی از کردهای ایرانی نیز پس از انقلاب ۱۳۵۷ به اردن مهاجرت کردند.